# Cicha piosenka o miłości
Cicha piosenka o miłości (jap. ささやくように恋を唄う Sasayaku yō ni koi o utau) – manga z gatunku yuri autorstwa Eku Takeshimy, publikowana na łamach magazynu „Comic Yuri Hime” wydawnictwa Ichijinsha od lutego 2019. W Polsce prawa do jej dystrybucji nabyło wydawnictwo Studio JG.
Na podstawie mangi studia Cloud Hearts i Yokohama Animation Laboratory wyprodukowały serial anime, który emitowano od kwietnia do grudnia 2024.

## Fabuła
Himari Kino rozpoczyna swoją naukę w liceum, a uroczystość inauguracyjna zostaje uświetniona występem muzycznym czterech dziewczyn. Podczas koncertu Himari zostaje oczarowana pięknym głosem Yori i postanawia podzielić się swoimi wrażeniami z nią. Jednak, Yori mylnie interpretuje entuzjastyczną reakcję Himari jako wyraz poważniejszych uczuć.

## Bohaterowie
- Himari Kino (jap. 木野 ひまり Kino Himari)

Seiyū: Hana Shimano 
Uczennica pierwszej klasy liceum, energiczna dziewczyna, która zakochuje się w śpiewie Yori pierwszego dnia w szkole. Wyznaje swój podziw Yori, która błędnie interpretuje jej uczucia jako romantyczne. Jednak zgadza się spędzić razem czas, aby zobaczyć, czy może poczuć to samo co Yori.
- Yori Asanagi (jap. 朝凪 依 Asanagi Yori)

Seiyū: Asami Seto 
Uczennica trzeciego roku liceum. Często postrzegana przez otoczenie jako stoicka, Yori lubi śpiewać, grając samotnie na gitarze na dachu szkoły i zbierać urocze kocie gadżety. Yori zakochuje się w Himari po jej „wyznaniu”, by później zdać sobie sprawę, że Himari rzeczywiście wyznawała podziw dla jej śpiewu. Jednak postanawia sprawić, by Himari odwzajemniła jej uczucia.
- Aki Mizuguchi (jap. 水口 亜季 Mizuguchi Aki)

Seiyū: Mikako Komatsu 
Starsza siostra Miki i basistka zespołu GIRLSS. Jest najlepszą przyjaciółką Yori i wydaje się wspierać oraz być ciekawa, jak rozwinie się jej związek z Himari.
- Mari Tsutsui (jap. 筒井 真理 Tsutsui Mari)

Seiyū: Konomi Kohara 
Uczennica trzeciego roku i perkusistka w GIRLSS. Często widuje się ją z Kaori.
- Kaori Tachibana (jap. 橘 香織 Tachibana Kaori)

Seiyū: Ai Kakuma 
Uczennica trzeciego roku i keyboardzistka GIRLSS. Często widuje się ją z Mari.
- Miki Mizuguchi (jap. 水口 未希 Mizuguchi Miki)

Seiyū: Aoi Koga 
Przyjaciółka i koleżanka z klasy Himari. Należy do klubu orkiestry dętej. Pośrednio pomaga relacjom Himari i Yori, zbierając informacje.
- Shiho Izumi (jap. 泉 志帆 Izumi Shiho)

Seiyū: Yuna Nemoto 
Drugoroczna i była wokalistka-gitarzystka GIRLSS; opuściła zespół na nieprzyjaznych warunkach. Teraz jest liderką konkurencyjnego zespołu.
- Momoka Satomiya (jap. 里宮 百々花 Satomiya Momoka)

Seiyū: Reina Ueda 
Drugoroczna i przewodnicząca Koła Badań Kulinarnych. Delikatna i pomocna, szybko zaprzyjaźnia się z Himari, która dołącza do jej klubu.
- Hajime Amasawa (jap. 天沢 始 Amasawa Hajime)

Seiyū: Chika Anzai 
Uczennica drugiego roku i perkusistka Lorelei. Często widuje się ją z Momoką.

## Manga
Pierwszy rozdział mangi został opublikowany 18 lutego 2019 w magazynie „Comic Yuri Hime”. Następnie wydawnictwo Ichijinsha rozpoczęło zbieranie rozdziałów do wydań w formacie tankōbon, których pierwszy tom ukazał się 18 czerwca tego samego roku. Według stanu na 27 czerwca 2025, do tej pory wydano 11 tomów.
W Polsce prawa do dystrybucji mangi nabyło Studio JG.
| Nr | Język japoński   | Język japoński         | Język polski      | Język polski           |
| Nr | Data wydania     | ISBN                   | Data wydania      | ISBN                   |
| --- | ---------------- | ---------------------- | ----------------- | ---------------------- |
| 1 | 18 czerwca 2019  | ISBN 978-4-7580-7950-1 | 26 kwietnia 2021  | ISBN 978-83-8001-720-7 |
| Lista rozdziałów - Rozdział 1: Dach + gitara + Yori - Rozdział 2: Pierwsza miłość + kwiaty wiśni + Himari - Rozdział 3: Zajęcia po lekcjach i wspólnie spędzony czas - Rozdział 4: Deszczowy dzień w klasie - Rozdział 5: Miłość, randka i...                                                            |                  |                        |                   |                        |
| 2 | 17 stycznia 2020 | ISBN 978-4-7580-2074-9 | 26 czerwca 2021   | ISBN 978-83-8001-751-1 |
| Lista rozdziałów - Rozdział 6: Wyznanie miłości + zagubienie - Rozdział 7: Dach + Yori + moje uczucia - Rozdział 8: Sala + rówieśnicy + moje postanowienie - Rozdział 9: Pierwszy raz + dobra zabawa - Rozdział 10: Postęp + niecierpliwość + dyskretna decyzja                                          |                  |                        |                   |                        |
| 3 | 17 lipca 2020    | ISBN 978-4-7580-2135-7 | 7 września 2021   | ISBN 978-83-8001-787-0 |
| Lista rozdziałów - Rozdział 11: Zagubienie (znowu) - Rozdział 12: Droga do domu + spotkanie + obietnica - Rozdział 13: Sala prób + poznanie zespołu + nieznany ból - Rozdział 14: Druga randka + podziękowanie - Rozdział 15: Miłość od pierwszego wejrzenia + wyczekiwany dzień                         |                  |                        |                   |                        |
| 4 | 14 stycznia 2021 | ISBN 978-4-7580-2201-9 | 3 grudnia 2021    | ISBN 978-83-8001-812-9 |
| Lista rozdziałów - Rozdział 16: Dach + gitara + ukochana - Rozdział 17: Nowy start + ponowne spotkanie - Rozdział 18: Słodkie ciasto + kolejne spotkanie - Rozdział 19: Film + randka + nieporozumienie - Rozdział 20: Przeszłość + piosenka + tajemnica                                                 |                  |                        |                   |                        |
| 5 | 17 września 2021 | ISBN 978-4-7580-2294-1 | 25 listopada 2022 | ISBN 978-83-8257-040-3 |
| Lista rozdziałów - Rozdział 21: Niepokój + żal + ciąg dalszy - Rozdział 22: Wspomnienia + prawda + zaufanie - Rozdział 23: Otucha + zagubienie + determinacja - Rozdział 24: Małe życzenia + jej pragnienie - Rozdział 25: Dawne marzenie + przyjaciółka - Rozdział 26: Plan + klęska + burzliwe relacje |                  |                        |                   |                        |
| 6 | 18 kwietnia 2022 | ISBN 978-4-7580-2397-9 | 14 lutego 2023    | ISBN 978-83-8257-056-4 |
| Lista rozdziałów - Rozdział 27: Decyzja + powitanie + menadżerka - Rozdział 28: Samolubność + niewypowiedziane myśli - Rozdział 29: Próba + menadżerka + tajemnica - Rozdział 30: Zazdrość + piosenka + pocałunek - Rozdział 31: Letni festiwal + nerwy + uczucia                                        |                  |                        |                   |                        |
| 7 | 18 stycznia 2023 | ISBN 978-4-7580-2491-4 | 24 kwietnia 2024  | ISBN 978-83-8257-407-4 |
| 8 | 18 lipca 2023    | ISBN 978-4-7580-2578-2 | 17 czerwca 2024   | ISBN 978-83-8257-465-4 |
| 9 | 18 marca 2024    | ISBN 978-4-7580-2694-9 | 13 czerwca 2025   | ISBN 978-83-8257-741-9 |
| 10 | 29 lipca 2024    | ISBN 978-4-7580-2742-7 | —                 |                        |
| 11 | 27 czerwca 2025  | ISBN 978-4-7580-2926-1 | —                 |                        |

## Anime
Adaptacja w formie telewizyjnego serialu anime została zapowiedziana 13 stycznia 2023. Seria została wyprodukowana przez studia Cloud Hearts i Yokohama Animation Laboratory. Za reżyserię odpowiada Akira Mano, scenariusz napisał Hiroki Uchida, a postacie zaprojektowała Minami Yoshida. Muzykę skomponowali Hiroshi Sasaki i Wataru Maeguchi. Premiera była zaplanowana na styczeń 2024, jednakże została opóźniona do 14 kwietnia. Z powodu problemów produkcyjnych dwa ostatnie odcinki zostały wyemitowane 29 grudnia 2024. Motywem otwierającym jest „Follow your arrows” w wykonaniu SSGIRLS, natomiast końcowym „Gifty” autorstwa Hany Shimano. Drugim motywem końcowym jest „Meritocracy” w wykonaniu Laureley.